# (37270) 2000 XP32
2000 XP32 (asteroide 37270) é um asteroide da cintura principal. Possui uma excentricidade de 0.15023400 e uma inclinação de 13.19570º.
Este asteroide foi descoberto no dia 4 de dezembro de 2000 por LINEAR em Socorro.